# Allium inderiense
Allium inderiense — вид рослин з родини амарилісових (Amaryllidaceae); поширений у Казахстані й Росії.

## Опис
Багаторічна рослина. Цибулин 1–4 на косому кореневищі, яйцювато-конічні, 0.75–1.5 см завширшки; зовнішні оболонки бурі. Стеблина 20–40 см заввишки, з гладкими листовими піхвами біля основи або на 1/4. Листків 3–5, лінійні, завширшки 1–3 мм, жолобчасті, на краях шорсткуваті, коротші від стеблини. Зонтик пучкуватий або напівкулястий, небагатоквітковий, але досить густий. Квітконіжки рівні, коротші або в 1.5 рази довші, ніж оцвітина, біля основи з небагатьма приквіточками. Оцвітина дзвінчаста; листочки оцвітини рожево-фіолетові, 7–10 мм завдовжки, рівні, відтягнуті, гострі, зовнішні довгасто-ланцетні, внутрішні ланцетні. Пиляки фіолетові. Стовпчик видається з оцвітини. Коробочка вдвічі коротша від оцвітини.
Цвіте в травні — червні.

## Поширення
Поширений у Казахстані й Росії — західний Сибір, Приуралля, Прикаспій.
Зростає в напівпустелі, на солонцюватих степах, рідше на пісках.